# Кристин Деј
Кристин Деј (енгл. Christine Day; Сент Мари, 23. август 1986) је јамајканска атлетичарка, специјалиста за трчање на 400 метара.

## Каријера
Први велики успех постигла је 2008. на Јуниорском првенству НАЦАЦ (Атлетски савез Северне Америке, Централне Америке и Кариба) када је са штафетом 4 × 400 м освојила прво место (3:27,46).
Следеће године учествовала је на Светском првенству у Берлину у трци на 400 метара и испала у полуфиналу.
У јуну 2012. у Кингстону поправља лични рекорд на 400 м на 50,85 и тако испуњава норму за учешће на олимпијским играма у Лондону, где поред појединачне трке на 400 м, постаје члан националне штафете. Појединачно је завршила као 10. (51,19), а са штафетом постиже свој највећи успех у каријери освајањем бронзане олимпијске медаље.. Штафета је трчала у саставу:Кристин Деј, Роузмари Вајт, Шерика Вилијамс и Новлин Вилијамс-Милс.
Штафета је учествовала и на Светском првенству у Москви, али је у полуфиналу дисквалификована, због уласка у суседну стазу.